# Madeleine Dranger
Madeleine Dranger Reimers, född Dranger 1943, död 2002, var en svensk konstnär och formgivare. Hon var dotter till Stig Dranger och gift med Rolf Reimers.
Madeleine Dranger utexaminerades från Konstfackskolan 1967.
Dranger har tillsammans med Rolf Reimers utsmyckat stationen Rissne i Stockholms tunnelbana med verket "Vi ses på 1400-talet".

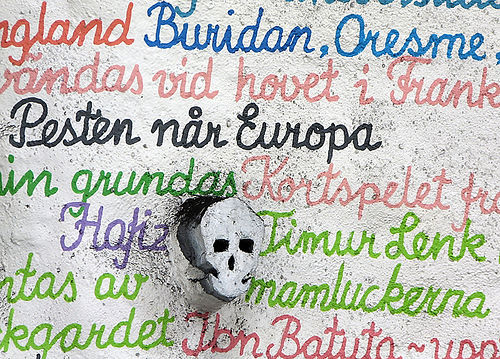
Detalj från "Vi ses på 1400-talet", Rissne tunnelbanestation.

Madeleine Dranger finns representerad på Moderna museet.